# Densetsu no Stafy
Densetsu no Stafy (jap. 伝説のスタフィー, Densetsu no Sutafī, dt. „Legendärer Stafy“ oder „Stafy aus der Legende“) ist eine Videospielreihe, die von TOSE entwickelt und von Nintendo vertrieben wird. Die ersten vier Spiele der Serie sind bisher ausschließlich in Japan erschienen, am 8. Juni 2009 erschien jedoch unter dem Namen The Legendary Starfy der fünfte Teil zeitversetzt in Nordamerika. Das erste Spiel erschien 2002 für den Game Boy Advance. Bei allen Spielen handelt es sich um Jump ’n’ Runs. Der titelgebende Protagonist Stafy erscheint in Form eins fünfzackigen, gelben Sterns, möglicherweise ein Seestern, und erlebt mit seinen Freunden zahlreiche Abenteuer unter Wasser.

## Chronologie
Die folgenden Stafy-Titel sind bisher erschienen:
| VÖ                         | Sys. | Titel |
| 6. September 2002          | GBA  | Densetsu no Stafy (伝説のスタフィー)                                                                             |
| 5. September 2003          | GBA  | Densetsu no Stafy 2 (伝説のスタフィー2)                                                                          |
| 5. August 2004             | GBA  | Densetsu no Stafy 3 (伝説のスタフィー3)                                                                          |
| 13. April 2006             | NDS  | Densetsu no Stafy 4 (伝説のスタフィー4)                                                                          |
| 10. Juli 2008 8. Juni 2009 | NDS  | Densetsu no Stafy: Taiketsu! Daīru Kaizokudan (伝説のスタフィー たいけつ！ダイール海賊団) / The Legendary Starfy |

## Spielprinzip
Bei den Stafy-Spielen handelt es sich um eine etwas ungewöhnlichere Art von 2D-Jump ’n’ Runs. Anders als in den meisten Genre-Vertretern findet das Spielgeschehen vornehmlich unter Wasser statt und dementsprechend schwimmt die Spielfigur mehr als zu laufen und zu springen. An Land hingegen entspricht die Steuerung dem typischen Jump ’n’ Run.
Der Spieler steuert den Stern Stafy. Im Wasser wird dieser vornehmlich mit dem Steuerkreuz bewegt. Durch Betätigen bestimmter Knöpfe kann Stafy beispielsweise schneller schwimmen oder besondere Aktionen ausführen, wobei diese oft erst im Laufe des Spiels erlernt werden. Die häufigste ist eine Drehattacke, bei der Stafy sich schnell um sich selbst dreht, um so Gegner zu besiegen und Hindernisse aus dem Weg zu räumen. Je nach Spiel lässt sich dieser Angriff gegebenenfalls verbessern. Bei einer weiteren Technik richtet Stafy im Sprung die obere Zacke seines Körpers nach unten aus und schnellt nach unten, um sie in Gegner oder Hindernisse zu rammen. Ab dem dritten Teil ist auch Stafys Schwester Stapy spielbar. Diese verfügt über zum Teil andere Fähigkeiten, wie einen Wandsprung, das Kriechen durch enge Stellen oder das Erzeugen eines Schutzschildes. An Land bewegt sich die Spielfigur in der Regel laufend und springend fort, wie im typischen Jump ’n’ Run üblich.
Wird die Spielfigur von einem Gegner getroffen, erleidet sie Schaden und verliert Energie in der auf dem Bildschirm sichtbaren Herzanzeige. Durch Verlieren der kompletten Energie muss in der aktuellen Spielstufe wieder von vorne begonnen werden. Es ist jedoch möglich, bei der Meerjungfrau Mermaid, die an verschiedenen Stellen in einer Spielstufe anzutreffen ist, zu speichern, so dass wieder an dieser Stelle begonnen werden kann. Außerdem regeneriert die Meerjungfrau verlorene Energie der Spielfigur. Verlorene Energie lässt sich auch durch das Sammeln von Perlen zurückgewinnen, die an allen Orten verteilt sind. Die Perlen sind quasi die Währung im Stafy-Universum und lassen sich zum Erwerb von Items verwenden.
In der Regel gibt es in einem Stafy-Spiel mehrere Welten, die jeweils aus mehreren Abschnitten bestehen, wobei am Ende einer Welt ein Endgegner bezwungen werden muss. In einem Level ist es meist das Ziel, einem oder mehreren Tieren zu helfen. Üblicherweise muss entweder ein verlorener oder gestohlener Gegenstand wiedergefunden und zurückgebracht werden, oder man muss den Tieren bestimmte Gegner vom Hals schaffen. Die Aufgaben sind zum Teil mit mehr oder weniger umfangreichen Rätseln verbunden, beispielsweise muss zuerst ein Schlüssel für eine Tür gefunden werden oder Blöcke müssen richtig verschoben werden. Bei den Endgegnern ist die von ihnen jeweils angewandte Taktik zu durchschauen, um sie besiegen zu können.
Eine wichtige Rolle spielt stellenweise auch der Einsatz spezieller Items oder die direkte Unterstützung durch Tiere. So kann Stafy zum Beispiel im ersten Teil spezielle Fortbewegungsmittel wie Fallschirm, Bohrer oder Hexenbesen einsetzen, wodurch Stellen zugänglich werden, die sonst unerreichbar wären. Außerdem kann sich die Spielfigur unter bestimmten Umständen verwandeln, wobei die Verwandlungen neue Fähigkeiten verleihen. Darunter befindet sich im vierten Teil ein Drache, der Feuer speien kann, oder aber der Stern verwandelt sich in ein Gespenst und kann so schweben.
Des Weiteren erhalten Stafy und Stapy Unterstützung von verschiedenen Tieren, darunter von Stafys bestem Freund Kyorosuke, der Muschel, die ihm Ratschläge gibt oder ihn auch direkt im Geschehen unterstützt, wie im vierten Teil. In diesem kann Stafy zusammen mit Kyorosuke unter anderem eine spezielle Drehtechnik anwenden, bei der sich Stafy an der Muschel festhält und beide sich mit hoher Geschwindigkeit drehen, wodurch sie sich kurzzeitig sehr schnell bewegen, Gegner besiegen und Höhen überwinden können. Ein weiterer Gefährte ist der weise Krebs Lobjii-san, der Stafy und seinen Freunden beratend zur Seite steht. Noch viele weitere Wasserbewohner, wie Amur-Wels, Anglerfisch oder Seepferdchen, greifen den Sternen unter die Arme.
Ein weiteres Spielelement ab dem zweiten Teil sind die sammelbaren Kostüme, um Stafy und Stapy zu verkleiden, es ist eine Art Kisekae Set System. Bei den Kostümen handelt es sich oft um Kleidungsstücke, die aus der (japanischen) Alltagskultur bekannt sind. So können die beiden Sterne beispielsweise in Weihnachtsmannkostüm, Polizeiuniform, Yukata, Schuluniform oder Cheerleader-Outfit schlüpfen.
Im Vergleich zu vielen anderen 2D-Jump ’n’ Runs, die, wie zum Beispiel die Kirby-Reihe, in einem ähnlichen Stil gehalten sind, wird in den Densetsu-no-Stafy-Spielen relativ viel Text verwendet, um die Handlung voranzutreiben. Viele der vorkommenden Figuren haben etwas zu erzählen, wobei häufig Dialoge zwischen Kyorosuke, Stapy und den anderen Figuren entstehen. Stafy selbst bleibt dabei stumm. Um das Lesen der japanischen Texte für junge Spieler zu vereinfachen, wird größtenteils auf den Einsatz von Kanji verzichtet. Die Spiele sind auch ohne Japanischkenntnisse spielbar, allerdings entgehen so viele Details der Handlung.

## Spiele

### Vorläufer

Logo der GBC-Version

Das erste Stafy-Spiel sollte eigentlich bereits im Jahr 2000 erschienen. Auf Nintendos hauseigener Messe Space World wurde 2000 das Game-Boy-Color-Spiel Densetsu no Stafy vorgestellt, das noch im Dezember desselben Jahres auf den Markt kommen sollte. Da jedoch bereits für März 2001 die Einführung des Game Boy Advance in Japan geplant war, erschien das Spiel nicht mehr für das ältere Game-Boy-Modell, stattdessen arbeitete man nun an einer GBA-Version. Diese wurde auf der Space World 2001 präsentiert.

### Densetsu no Stafy
Der erste Teil der Serie wurde schließlich im September 2002 veröffentlicht. Stafy ist der Sohn seiner königlichen Eltern Mama Sta und Papa Sta, die über das Königreich Tenkai regieren, und lebt mit ihnen im Tenkai-Palast hoch oben in den Wolken. Während Prinz Stafy spielt, passiert ihm ein Missgeschick und er lässt das Magische Gefäß herunterfallen, das geradewegs Richtung Ozean stürzt. In diesem Gefäß wurde der bösartige Aal Ogura gefangen gehalten, der nun entkommen kann und postwendend ein Unwetter entfacht, das Stafy vom Palast herunterfegt und ihn ebenfalls in den Ozean befördert. Der Betrachter sieht dabei am Ende des Vorspanns, bedingt durch die (sinnbildliche) Kameraeinstellung, Stafy förmlich auf sich zufallen. Dies ist ein markantes Merkmal der meisten Vorspänne der Stafy-Spiele, gegen Ende eines Vorspanns stürzt Stafy (ab Teil 2 auch mindestens einer seiner Freunde) aus den Wolken in Richtung Ozean direkt auf den Betrachter zu.
Unter Wasser wird Stafy vom alten Krebs Lobjii-san entdeckt, der Stafy vom Gefäß und Ogura erzählt. Lobjii-san beschließt, Stafy dabei zu helfen, wieder nach Hause zu kommen, und steht ihm mit seiner Weisheit und Wissen zur Verfügung.
In den einzelnen Spielstufen muss Stafy verschiedenen Tieren helfen. Unter den Wasserbewohnern, die er trifft, schließt Stafy besondere Freundschaft mit der vorlauten Muschel Kyorosuke, die sein bester Freund wird.
Die japanische Videospielezeitschrift Famitsu bewertete Densetsu no Stafy mit 30 von 40 möglichen Punkten.

### Densetsu no Stafy 2
Im September 2003 erschien fast genau ein Jahr nach dem ersten der zweite Teil. Ogura wurde beim letzten Mal wieder in ein Magisches Gefäß eingesperrt, dass sich wieder im Tenkai-Palast befindet. Dieser will jedoch nichts anderes, als wieder aus dem Gefäß zu entkommen. Nach einiger Überlegung kommt er auf die Idee, zehn Kinder seiner selbst zu erschaffen, die klein genug sind, um problemlos aus dem Gefäß zu kommen (diese fungieren später im Spiel als Endgegner). Nachdem er dies getan hat und seine Nachkömmlinge das Gefäß verlassen haben, greifen diese den Palast mit einem Wirbelsturm an. Das Gefäß fällt so wieder aus dem Palast Richtung Ozean und Ogura kommt erneut frei. Er entführt sogleich Stafys Mutter Mama Sta und verschwindet mit ihr. Ohne langes Zögern stürzt sich Stafy in die Tiefe, und eher unfreiwillig auch Kyorosuke, der zu diesem Zeitpunkt bei Stafy zu Besuch war. Stafy muss Ogura ein weiteres Mal besiegen.
Von Famitsu erhielt Densetsu no Stafy 2, wie sein Vorgänger, eine Wertung von 30 von maximal 40 Punkten.

### Densetsu no Stafy 3
Im dritten Teil, der schon weniger als ein Jahr nach dem Vorgänger im August 2004 veröffentlicht wurde, wird Ogura ein weiteres Mal befreit. In diesem Fall jedoch von einer unbekannten Macht, welche sich später im Spiel als der Bösewicht Evil entpuppt. Dieser ruft ein schreckliches Unwetter über den Palast herbei, bei dem das Magische Gefäß durch einen Blitz zerstört wird und Ogura erneut ungehindert agieren kann, er flieht aus dem Palast. Papa Sta bittet seinen Sohn und Kyorosuke darum, Ogura zu verfolgen, doch letzterer hat keine Lust darauf, dies zum dritten Mal zu tun. Stafys energische Schwester Stapy, die nun erstmals auf der Bildfläche erscheint, sorgt aber dafür, dass sich auch Kyorosuke in Bewegung setzt.
Abhängig vom Handlungsverlauf ist entweder Stafy oder seine Schwester Stapy spielbar, der Wechsel ist in der Regel vorgegeben. Da beide unterschiedliche Techniken einsetzen können, sind die mit der jeweiligen Spielfigur zu bewältigenden Abschnitte nicht selten auf deren Fähigkeiten zugeschnitten. Nach dem ersten Besiegen von Ogura können alle bisherigen Level erneut besucht werden und es kann beliebig zwischen den beiden Sternen gewechselt werden. In den neu freigeschalteten Leveln muss der Spieler dann selbst einschätzen, welche Spielfigur für welche Situation am besten geeignet ist. Neben der Spielfigur Stapy stellen Minispiele, die von bis zu vier Spielern gespielt werden können, eine weitere Neuheit dar.
Die bekannte Nintendo-Figur Wario hat in diesem Spiel einen Gastauftritt, wobei insbesondere Bezug auf das Spiel Wario Land 4 genommen wird. In der achten Welt wird Wario durch eine Art Wurmloch, wie es im genannten Spiel häufig zu sehen ist, in Stafys Welt befördert. Wario ist wie immer auf der Suche nach Schätzen, und um sein Ziel zu erreichen, tut er sich mit Stafy und seinen Freunden zusammen. Der Spieler muss mit Wario interagieren, beispielsweise indem Stafy den in einer Blase gefangenen Wario („Blasen-Wario“), der darin im Wasser nach oben steigt, vor stacheligen Hindernissen durch Verschieben der Blase schützt. Ein anderes Mal muss Stafy mit Hilfe des fliegenden „Ballon-Warios“ auf die Spitze eines Turms gelangen. Als Belohnung für Erfolge schenkt Wario Stafy Dinge wie eine Wario-Mütze und ein Exemplar des Spiels Made in Wario (WarioWare).

### Densetsu no Stafy 4
Bis zum vierten Teil der Serie verging mehr Zeit als zwischen den Vorgängern, im April 2006 kam Densetsu no Stafy 4 für den Nintendo DS auf den Markt. Nachdem Ogura zum dritten Mal besiegt wurde, ist Frieden im Königreich Tenkai eingekehrt. Anders ergeht es dem Königreich Amy. Dieses stand bis vor kurzem unter dem Schutz des Monamour Stone, doch die böse Kreatur Dejiru griff das Königreich an, raubte den Stein, um sich seine Macht zunutze zu machen, und hinterließ eine Spur der Verwüstung. Das Fischmädchen Materu, das aus dem Königreich Amy stammt, reist zum Tenkai-Palast, berichtet von den Ereignissen und bittet Stafy und seine Freunde um Hilfe, die natürlich einwilligen.
Es werden erstmals 3D-Grafiken in einem Stafy-Spiel verwendet. So werden die Hintergründe und Endgegner teilweise dreidimensional dargestellt, die Vordergrundgrafiken einschließlich der Sprites sind aber weiterhin in der Regel in 2D gehalten. Der Touchscreen des Nintendo DS kommt beim Navigieren in Menüs und beim Aktivieren von Spezial-Fähigkeiten zum Einsatz.
Das Verkleidungssystem für die beiden Sterne wird nun komplett dreidimensional dargestellt, Stafy und Stapy lassen sich in ihren Kostümen von allen Seiten betrachten und sind zudem animiert. Im Vorfeld wurde ein Kostüm-Designwettbewerb für Stafy-Fans abgehalten. Diese konnten ihre selbstgestalteten, auf Papier gezeichneten Kostüme einschicken. Basierend auf den Entwürfen der Gewinner wurden sechs dieser Kostüme in das Spiel eingebaut.
Famitsu gab dem vierten Stafy-Spiel eine Wertung von 33 von 40 möglichen Punkten.

### Densetsu no Stafy: Taiketsu! Daīru Kaizokudan
Im Juli 2008 wurde ein weiterer Stafy-Titel für den Nintendo DS veröffentlicht. In diesem Fall wurde die Nummerierung nicht fortgesetzt, sondern der Titel des Spiels stattdessen mit einem Untertitel versehen. Der vollständige Titel lautet Densetsu no Stafy: Taiketsu! Daīru Kaizokudan (伝説のスタフィー　たいけつ！ダイール海賊団, Densetsu no Sutafī: Taiketsu! Daīru Kaizokudan, dt. „Legendärer Stafy: Konfrontation! Daīru-Piratenbande“).
Rampa, eine Art Kaninchen oder Hase, ist auf der Flucht vor den Daīru-Piraten. Diese sind hinter Rampas mysteriösem Juwel her. Auf seiner Flucht verschlägt es Rampa in den Tenkai-Palast direkt in Stafys Zimmer. Kurz darauf tauchen auch die Daīru-Piraten auf und wollen Rampa mitnehmen, doch Stafy liefert sich eine Rauferei mit ihnen. Rampa nutzt den Moment, um zu verschwinden, aber nach Ende der Auseinandersetzung mit Stafy nehmen die Piraten erneut die Verfolgung auf. Stafy beschließt, der Sache auf den Grund zu gehen, und stürzt sich in ein weiteres Abenteuer.
Eine Neuheit des Spiels ist ein Koop-Modus, für den zwei Nintendo DS erforderlich sind. Dabei steuert ein Spieler Stafy, der andere Stapy.
Das Aussehen Stafys wurde mit dem fünften Teil verändert. Sein Mund ist nun deutlich größer und breiter, außerdem sind die fünf Zacken seines Körpers wesentlich stärker abgerundet. Die gleichen Änderungen treffen auf Stapys Erscheinungsbild zu.
Ende Februar 2009 gab Nintendo of America bekannt, das Spiel unter dem Namen The Legendary Starfy am 8. Juni 2009 in Nordamerika zu veröffentlichen. Statt der zuvor üblichen Schreibweise „Stafy“ wechselt der englische bzw. internationale Name der Titelfigur zu „Starfy“.
Für diesen Spieltitel vergab Famitsu 31 von maximal 40 Punkten.

## Figuren
Stafy (スタフィー Sutafī)Stafy hat die Form eines fünfzackigen, gelben Sterns. Auf dem sternförmigen Körper befindet sich ein Gesicht mit ellipsenförmigen Augen und einem meist lächelnden, breiten Mund. Er ist Prinz des Königreichs Tenkai (テンカイ) und lebt mit seiner königlichen Familie in den Wolken im Kentai-Palast. Stafy ist ein eher unbekümmerter, freundlicher Zeitgenosse. Es wird nie eindeutig klargestellt, ob es sich bei ihm um einen Seestern oder eine andere Art von Stern handelt.
Starly (スタピー Sutapī)Starly ist Stafys Schwester. Sie sieht ihm äußerlich sehr ähnlich, ist aber etwas kleiner, rosa gefärbt, trägt ein Schleifchen, und ihre Augen sind eher kreis- denn ellipsenförmig. Im Vergleich zu ihrem Bruder ist sie sehr energisch und kann auch sehr grob werden. Stapy trat erstmals in Densetsu no Stafy 3 auf und war seitdem in diesem und allen nachfolgenden Teilen spielbar und verfügt über viele eigenständige Fähigkeiten.
Mama Sta (ママスタ Mama Suta) und Papa Sta (パパスタ Papa Suta)Mama Sta und Papa Sta sind die Eltern von Stafy und Stapy. Sie regieren über das Königreich Tenkai. Äußerlich sind sie ähnlich wie ihre Kinder geformt, tragen aber königliche Gewänder.
Moe (キョロスケ, Kyorosuke)Moe ist eine orangefarbene Muschel mit schwarzem Weichkörper. Moe hat drei jüngere Geschwister und ist Stafys bester Freund, unterscheidet sich aber charakterlich stark von ihm. So ist er leicht reizbar, großmäulig, arrogant und ungehobelt. Er erteilt seinen Freunden häufig Ratschläge und greift teilweise auch direkt ins Geschehen ein, dennoch überlässt er aber gerne anderen die Arbeit. Moe hat sich in die Fischdame HadeHirari verliebt und wird ihr gegenüber plötzlich eher schüchtern und übertrieben höflich.
HadeHirari (ハデヒラリ)HadeHirari ist ein Zebra-Zwergfeuerfisch. Sie ist eine freundliche Fischdame, die ihre Freunde stets anspornt und sich selbst gerne „schick macht“. Kyorosuke hat ein Auge auf sie geworfen.
Lobjii-san (ロブじいさん Robujii-san)Lobjii-san ist ein alter, bärtiger Krebs, der für seine Weisheit bekannt ist. So leitet er beispielsweise im ersten Stafy-Spiel das Tutorial und ist auch im Rest der Serie ein wertvoller Verbündeter, der seine Freunde stets mit seinem Rat unterstützt.
Mermaid (マーメイド Mameido)Mermaid ist eine Meerjungfrau mit rosa Haaren und blauem Fischschwanz, die sich an verschiedenen Orten in Muscheln aufhält und quasi als Speicherstation fungiert. Sie verfügt über Heilkräfte und kann die Energie ihrer Freunde regenerieren.
Ogura (オーグラ Ōgura)Ogura ist der am häufigsten vertretene Bösewicht in der Densetsu-no-Stafy-Reihe. Er ist ein Aal mit blau-weißem Körper, der über magische Kräfte verfügt und sich sowohl im Wasser als auch in der Luft frei bewegen kann. Ogura wurde in ein Magisches Gefäß eingeschlossen, um seine Zerstörungswut zu unterbinden.

## Vermarktung
Zur Vermarktung der Spiele werden aufwendige Werbespots und Trailer im Anime-Stil produziert, die meist bestimmte Passagen aus den Spielen nacherzählen, teilweise in abgewandelter Form. Darin wird Stafy von Satomi Kōrogi gesprochen, die auch anderen Nintendo-Figuren ihre Stimme leiht, wie dem Pokémon Togepi. Kyorosuke erhält seine Stimme von Kappei Yamaguchi.
Außerdem wird eine ganze Reihe von Merchandising auf den Markt gebracht, darunter Plüschfiguren, Schreibmaterial, Aufkleber, Spielkarten und Gummibonbons.
Des Weiteren werden zu Werbezwecken Lieder für die Spiele aufgenommen, die von bekannten japanischen Künstlerinnen gesungen werden. Für das erste Spiel sang die Entertainerin Becky mehrere Lieder, die auch auf CD in den Handel kamen. Kazuki Saya sang Lieder für den zweiten Teil, auch in diesem Fall wurde eine CD veröffentlicht. Die J-Pop-Gruppe Perfume sang für Densetsu no Stafy 3. °C-ute, eine weitere J-Pop-Gruppe, nahm ein Lied zur Vermarktung des vierten Stafy-Spiels auf.

## Manga
In Zusammenarbeit zwischen Nintendo, TOSE und dem Verlag Shōgakukan wurde eine Manga-Serie produziert, ebenfalls mit dem Titel Densetsu no Stafy. Zeichnerin war Yumiko Suto. Die Manga wurden von Juni 2002 bis Oktober 2005 im Magazin CoroCoro Comic abgedruckt. Die Geschichten, die sich an den Spielen orientieren, wurden in zwei Sammelbänden zusammengefasst und erneut veröffentlicht. Der erste Band erschien im Oktober 2003, der zweite folgte im September 2005.
Eine weitere Manga-Serie mit dem Titel Densetsu no Stafy R, die von Suzuo Yataka gezeichnet wurde, erschien von April 2006 bis April 2008 in CoroCoro Comic. Der dazugehörige Sammelband kam im Juli 2008 auf den Markt. Diese Serie orientiert sich vor allem am vierten Teil der Videospielreihe, dessen Veröffentlichung ebenfalls in den April 2006 fällt.

## Gastauftritte
Stafy hat in einigen Spielen Gastauftritte, die in der Regel auch außerhalb Japans veröffentlicht wurden. Ein erster Cameo-Auftritt findet sich in Mario & Luigi: Superstar Saga (2003). Im Yoshi-Theater ist auf einem der Filmplakate Stafy abgebildet.
Im Spiel Donkey Konga (2003) ist Stafy zwar nicht sichtbar, doch in der japanischen Version des Spiels ist das Titelthema aus dem ersten Stafy-Spiel einer der verfügbaren Songs. Westliche Versionen enthalten andere Musik.
Ein weiterer Gastauftritt findet sich Super Princess Peach (2005). Ein besonders selten anzutreffender Gegner mit dem Namen „Seestern“ sieht Stafy zum Verwechseln ähnlich und führt auch die gleichen Bewegungen aus, trägt aber eine Sonnenbrille. Wie auch die Stafy-Spiele wurde dieses Spiel von TOSE entwickelt. Zusätzlich heißt es in der Beschreibung des Gegners „Man sagt, er sei ein Prinz.“
Stafys bislang letzter Gastauftritt ist in Super Smash Bros. Brawl (2008) enthalten. Stafy ist darin eine der so genannten Helfertrophäen und setzt seine bekannte Drehattacke gegen Gegner ein. Außerdem gibt es je eine Stafy- und Stapy-Trophäe sowie eine Reihe von Aufklebern, die verschiedene Figuren aus dem Stafy-Universum zeigen.
In den Stafy-Spielen selbst gibt es auch Referenzen auf andere Nintendo-Serien. So ist im ersten Teil einer der sammelbaren Schätze die Mütze von Luigi (Super Mario). Das dritte Spiel enthält, wie bereits beschrieben, zahlreiche Bezüge zu Wario. Im vierten Teil ist eines der Kostüme für Stapy Prinzessin Peach nachempfunden, ebenfalls aus der Super-Mario-Reihe stammend. Zudem hält Stapy Perry (jap. Kassā), den sprechenden Schirm aus Super Princess Peach. Bei diesem Kostüm handelt es sich um eine der Einsendungen für den damaligen Wettbewerb.